# Elimia fascinans
Elimia fascinans là một loài ốc nước ngọt với một nắp, là động vật thân mềm chân bụng sống dưới nước thuộc họ Pleuroceridae. Đây là loài đặc hữu của Hoa Kỳ.